# Черной, Михаил Семёнович
Михаил Семёнович Черно́й (род. 16 января 1952, Умань, Киевская область) — российский предприниматель, а также советский криминальный авторитет (кличка «Миша-Крыша»), в прошлом — «алюминиевый король России», гражданин Израиля.

## Биография
Родился в Ташкенте (по другой версии в городе Умань) в еврейской семье. По данным, оглашённым в лондонском суде Томасом Бизли, адвокатом Олега Дерипаски, Черной был частью криминального мира Узбекистана. Он создал и возглавлял влиятельную преступную (по советским законам) группировку в Ташкенте, которая организовывала незаконные на тот момент уличные лотереи и подпольные производства. Из-за угрозы убийства Черному пришлось бежать в Москву, где он наладил связи между «ворами в законе» Узбекистана и столицы.
В 1988 году Черной вместе с американцем украинского происхождения Сэмом Кислиным экспортировал железную руду, кокс и уголь, ввозя в страну[куда?] автомобили Lada, сахар и продукты питания. В 1991 году Кислин и Черной основали предприятие TransCommodities.

### Алюминиевый бизнес
В 1992 году двое британских бизнесменов, Дэвид и Саймон Рубины, предложили Черному совместно импортировать в Россию бокситы с целью их переработки в алюминий для поставки на мировой рынок. Рубены и брат Михаила Лев Черной создали совместную офшорную компанию Trans World Group (TWG), которая вскоре получила разрешение российского правительства на беспошлинный экспорт алюминия и импорт глинозема. Некоторые источники утверждали, что Михаил Черной также был в числе совладельцев TWG, однако он сам это отрицал, не опровергая при этом сотрудничества с TWG.
К середине 1990-х годов TWG приобрела крупные пакеты акций Братского (БрАЗ), Красноярского (КрАЗ) и Саянского (СаАЗ) алюминиевых заводов и начала контролировать финансовые потоки Новокузнецкого (НкАЗ) и Богословского алюминиевых заводов. Утверждалось, что TWG контролировала 73 % производства алюминия в России. Кроме того, Черное и TWG стали владельцами больших пакетов акций Новолипецкого и Магнитогорского металлургических комбинатов. В этот же период они начали сотрудничать с Олегом Дерипаской, который занимал должность генерального директора «Росалюминпродукта» (с 1993 года — АОЗТ «Алюминпродукт»).
Неофициально партнёрами Черного по алюминиевому бизнесу считались такие крупные уголовные авторитеты, как лидеры измайлово-гольяновской преступной группировки Антон Малевский, Сергей Аксёнов и Дмитрий Павлов, руководители Подольской ОПГ Сергей Попов и Сергей Лалакин, узбекский профессиональный карточный игрок Алимжан Тохтахунов и другие. В 1993 году он стал компаньоном Олега Дерипаски, вместе с ним установив контроль над Саяногорским алюминиевым заводом, на базе которого была создана группа «Сибирский алюминий», позднее ставшая основой для алюминиевой империи — Объединённой компании «Российский алюминий» (ОК РУСАЛ).

### Фальшивые авизо
В 1990-х годах Черной и его брат Лев были фигурантами расследований, связанных с фальшивыми авизо. В 1993—1994 годах он вместе с Малевским был вынужден уехать из России. При попытке въехать в Великобританию Черной был задержан с фальшивым польским паспортом и выслан в Швейцарию, где был арестован. Сам Черной объяснял, что получил свой польский паспорт в США, думая, что он настоящий.
В 1994 году Черной получил гражданство Израиля. В 2000 году Черной был лишён израильского паспорта, а с 2004 года МВД Израиля начало процесс лишения его израильского гражданства.
В 1995 году, согласно материалам нью-йоркского судебного процесса между Александром Гликладом и Михаилом Черном, Черной через своего бизнес-представителя Якова Голдовского являлся создателем нефтехимического холдинга «Сибур», в общей сложности вложив в проект инвестиции в размере $100 млн.
В 2000-х годах был владельцем болгарского футбольного клуба «Левски». Позднее клуб перешёл в собственность болгарского адвоката Тодора Баткова, члена наблюдательного совета сотовой компании Mobiltel, владельцем которой одно время считался Черной.
Предполагаемые связи Черного с организованной преступностью расследовались правоохранителями десяти стран, включая США, Англию, Швейцарию, Израиль. Сам бизнесмен объясняет свои криминальные связи тем, что они были необходимы для ведения бизнеса в России в 1990-х годах. С лета 2009 года разыскивается Интерполом. Интерпол подал запрос в Израиль о выдаче Черного, но МИД Израиля отказал Интерполу в его выдаче.
В 2006 году Черной подал иск на миллиард долларов в Высокий суд Лондона к своему бывшему партнёру Олегу Дерипаске, обвинив того в невыполнении обязательств по оплате доли Черного в совместном бизнесе. Рассмотрение дела по существу началось только в 2012 году. Но Черной, после проигрыша Бориса Березовского по схожему делу, был вынужден отозвать свой иск в суде Тель-Авива, одновременно заключив мировое соглашение с Дерипаской в лондонском суде.
В 2008 году Михаил Черной подал в суд на израильского блогера Давида Эйдельмана, приложив к иску взломы электронной почты блогера и другую информацию, добытую незаконным путём. В 2012 году после неудачных судебных слушаний отозвал свой иск.

## Личная жизнь
В 2008 году начал встречаться с гражданкой Израиля Николь Райдман, моложе его на 34 года. У них двое общих детей — дочь Мишель и сын Ричард Исраэль. В 2019 году они расстались. В настоящее время (2022 год) живёт в Израиле частной жизнью, внимания прессы избегает.
Женат вторым браком, четыре дочери и сын.
Двое братьев — Лев и Давид.